# Gero Luckow

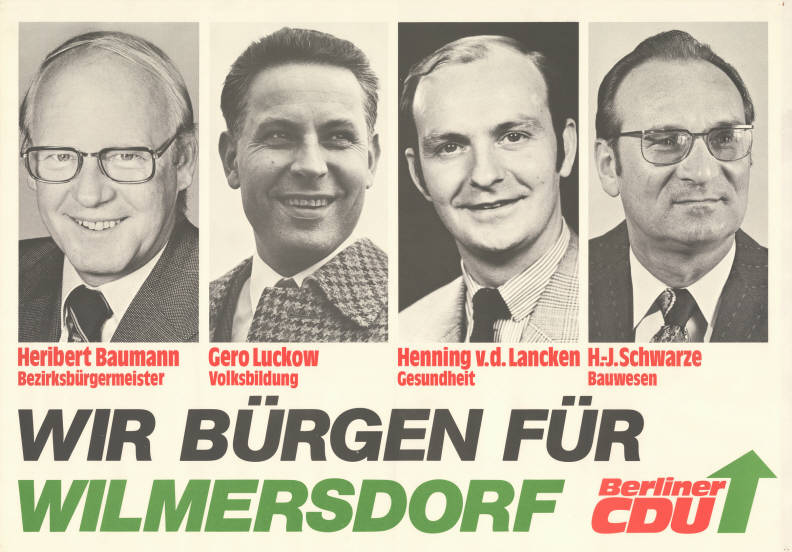
Wahlplakat für die Berliner Wahl 1975 der CDU Wilmersdorf (von links nach rechts): Heribert Baumann, Gero Luckow, Henning von der Lancken und Hans-Joachim Schwarze

Gero Luckow (* 10. August 1928 in Erfurt; † 4. Juli 2016 in Berlin) war ein deutscher Politiker (CDU).
Gero Luckow besuchte das Goethe-Gymnasium in Berlin-Wilmersdorf und legte 1947 das Abitur ab. Er studierte anschließend Philosophie, Rechtswissenschaften und Politikwissenschaft an der Freien Universität Berlin, der Universität Heidelberg, der Ohio State University (USA) und der Deutschen Hochschule für Politik. 1953 trat er der CDU bei und schloss 1955 das Studium als Diplom-Politologe ab.
Luckow rückte 1959 in die Bezirksverordnetenversammlung im Bezirk Wilmersdorf nach und wurde ein Jahr später Leiter des Büros des Deutschen Beamtenbunds (DBB). Bei der Berliner Wahl 1971 wurde er zunächst in das Abgeordnetenhaus von Berlin gewählt, schied aber im Mai aus dem Parlament aus, da die  Bezirksverordnetenversammlung (BVV) im Bezirk Wilmersdorf ihn zum Bezirksstadtrat gewählt hatte. Im Juni 1979 rückte Luckow erneut in das Abgeordnetenhaus nach, da Lieselotte Berger wieder Bundestagsabgeordnete wurde. Er schied im Mai 1981 aus dem Parlament aus und wurde einen Monat später von der BVV im Bezirk Spandau zum Bezirksstadtrat für Jugend und Sport gewählt. Im April 1984 wechselte er vom Bezirksamt zum Geschäftsführer der Wohnungsbaugesellschaft GSW. 1995 schied er aus Altersgründen aus.